# Engelske regenter
Dette er en liste over engelske regenter. Den omfatter ikke regenter af den moderne stat Storbritannien og Nordirland, der først opstod med vedtagelsen af Acts of Union i 1707. Denne liste omfatter kun monarker af det nu hedengangne Kongeriget England samt disse monarkers institutionelle forgængere, kongerne af Wessex, som var de første til at betegne sig selv "konger af England."
En liste over britiske regenter kan findes her.

## Huset Wessex (871-1013)
| Navn                                                                                 | Portræt                                                                                                 | Født                                                  | Ægteskab                                                                                 | Død                                                 | Tronkrav         | Ref.                 |
| ------------------------------------------------------------------------------------ | --- | ----------------------------------------------------- | ---------------------------------------------------------------------------------------- | --------------------------------------------------- | ---------------- | -------------------- |
| Alfred Alfred den Store 23. april 871 – 26. oktober 899 (28 år, 187 dage)            | | 849 Wantage Søn af Æthelwulf af Wessex og Osburh      | Ealhswith af Mercia 868 5 børn                                                           | 26. oktober 899 Winchester Ca. 50 år                | Søn af Æthelwulf | [ 1 ] [ 2 ] [ 3 ]    |
| Edvard Edvard den Ældre 26. oktober 899 – 17. juli 924 (24 år, 266 dage)             | | Ca. 874 Wessex Søn af Alfred og Ealhswith af Mercia   | (1) Ecgwynn Ca. 893 2 børn (2) Ælfflæd Ca. 900 8 børn (3) Eadgifu af Kent Ca. 919 4 børn | 17. juli 924 Farndon Ca. 50 år                      | Søn af Alfred    | [ 4 ]                |
| Æthelstan 924 – 27. oktober 939 (14-15 år)                                           | King Athelstan from All Souls College Chapel                                                            | 894 Wessex Søn af Edvard og Ecgwynn                   | Ugift                                                                                    | 27. oktober 939 Gloucester Ca. 45 år                | Søn af Edvard    | [ 5 ] [ 6 ]          |
| Edmund 1. 27. oktober 939 – 26. maj 946 (6 år, 212 dage)                             | | Ca. 921 Wessex Søn af Edvard og Eadgifu af Kent       | (1) Ælfgifu af Shaftesbury 2 børn (2) Æthelflæd af Damerham 944 Ingen børn               | 26. maj 946 Pucklechurch Dræbt i slagsmål Ca. 25 år | Søn af Edvard    | [ 7 ] [ 8 ] [ 9 ]    |
| Edred 26. maj 946 – 23. november 955 (9 år, 182 dage)                                | | Ca. 923 Wessex Søn af Edvard og Eadgifu af Kent       | Ugift                                                                                    | 23. november 955 Frome Ca. 32 år                    | Søn af Edvard    | [ 10 ] [ 11 ] [ 12 ] |
| Edwy 23. november 955 – 1. oktober 959 (3 år, 313 dage)                              | Line engraving of Edwy made by an unknown engraver after an unknown artist                              | Ca. 940 Wessex Søn af Edmund og Ælgifu af Shaftesbury | Ælgifu, Edwys dronning Ingen børn                                                        | 1. oktober 959 Gloucester Ca. 19 år                 | Søn af Edmund    | [ 13 ] [ 14 ] [ 15 ] |
| Edgar Edgar den Fredelige 1. oktober 959 – 8. juli 975 (15 år, 281 dage)             | King Edgar of England                                                                                   | Ca. 943 Søn af Edmund og Ælgifu af Shaftesbury        | (1) Æthelflæd Ca. 960 1 barn (2) Ælfthryth Ca. 964 2 børn                                | 8. juli 975 Winchester 31 år                        | Søn af Edmund    | [ 16 ] [ 17 ] [ 18 ] |
| Edvard Edvard Martyren 8. juli 975 – 18. marts 978 (2 år, 254 dage)                  | St. Edward the Martyr                                                                                   | Ca. 962 Søn af Edgar og Æthelflæd                     | Ugift                                                                                    | 18. marts 978 Corfe Castle Myrdet Ca. 16 år         | Søn af Edgar     | [ 19 ] [ 20 ]        |
| (1. regeringsperiode) Æthelred Æthelred den Rådvilde 18. marts 978 – 1013 (34-35 år) | Image of Æthelred II with an oversize sword from the illuminated manuscript "The Chronicle of Abingdon" | Ca. 968 Søn af Edgar og Ælfthryth af Devon            | (1) Ælgifu af York 991 9 børn (2) Emma af Normandiet 1002 3 børn                         | 23. april 1016 London Ca. 48 år                     | Søn af Edgar     | [ 21 ] [ 22 ] [ 23 ] |

## Huset Danmark(1013-1014)
| Navn                                                              | Portræt                                                                                 | Født                                        | Ægteskab                                                                | Død                                | Tronkrav                                             | Ref.                 |
| ----------------------------------------------------------------- | --------------------------------------------------------------------------------------- | ------------------------------------------- | ----------------------------------------------------------------------- | ---------------------------------- | ---------------------------------------------------- | -------------------- |
| Svend Svend Tveskæg 25. december 1013 – 3. februar 1014 (41 dage) | Sweyn Forkbeard, from an architectural element in the Swansea Guildhall, Swansea, Wales | 17. april 963 Danmark Søn af Harald Blåtand | (1) Gunhild af Polen Ca. 990 7 børn (2) Sigrid Storråde Ca. 1000 1 barn | 3. februar 1014 Gainsborough 50 år | Erobrerens ret (oldebarn af en konge af Northumbria) | [ 24 ] [ 25 ] [ 26 ] |

## Huset Wessex (genetableret, 1. gang, 1014-1016)
| Navn                                                                                                  | Portræt                                                                                                 | Født                                       | Ægteskab                                                         | Død                             | Tronkrav        | Ref.                 |
| --- | --- | ------------------------------------------ | ---------------------------------------------------------------- | ------------------------------- | --------------- | -------------------- |
| (2. regeringsperiode) Æthelred Æthelred den Rådvilde 3. februar 1014 – 23. april 1016 (2 år, 81 dage) | Image of Æthelred II with an oversize sword from the illuminated manuscript "The Chronicle of Abingdon" | Ca. 968 Søn af Edgar og Ælfthryth af Devon | (1) Ælgifu af York 991 9 børn (2) Emma af Normandiet 1002 3 børn | 23. april 1016 London Ca. 48 år | Søn af Edgar    | [ 21 ] [ 22 ] [ 23 ] |
| Edmund 2. Edmund Jernside 23. april 1016 – 30. november 1016 (222 dage)                               | Edmund Ironside                                                                                         | Ca. 960 Søn af Æthelred og Ælgifu af York  | Ealdgyth 2 børn                                                  | 30. november 1016 London 26 år  | Søn af Æthelred | [ 27 ] [ 28 ] [ 29 ] |

## Huset Danmark(genetableret, 1016-1042)
| Navn                                                                                        | Portræt | Født                                    | Ægteskab                                                            | Død                                     | Tronkrav     | Ref.          |
| ------------------------------------------------------------------------------------------- | ------- | --------------------------------------- | ------------------------------------------------------------------- | --------------------------------------- | ------------ | ------------- |
| Knud Knud den Store 18. oktober 1016 – 12. november 1035 (19 år, 26 dage)                   |         | Ca. 995 Danmark Søn af Svend og Gunhild | (1) Ælgifu af Northampton 2 børn (2) Emma af Normandiet 1017 2 børn | 12. november 1035 Shaftesbury Ca. 40 år | Søn af Svend | [ 30 ] [ 31 ] |
| Hardeknud 12. november 1035 – 1037 (ca. 1½ år) (Harald & Emma regenter i Hardeknuds fravær) |         | 1018 England Søn af Knud og Emma        | Ugift                                                               | 8. juni 1042 Lambeth Ca. 24 år          | Søn af Knud  | [ 32 ] [ 33 ] |
| Harald Harald Harefod 1037 – 17. marts 1040 (ca. 3 år)                                      |         | Ca. 1016 Søn af Knud og Ælgifu          | Ugift                                                               | 17. marts 1040 Oxford Ca. 24 år         | Søn af Knud  | [ 34 ] [ 35 ] |
| Hardeknud 17. marts 1040 – 8. juni 1042 (2 år, 84 dage)                                     |         | 1018 England Søn af Knud og Emma        | Ugift                                                               | 8. juni 1042 Lambeth Ca. 24 år          | Søn af Knud  | [ 32 ] [ 33 ] |

## Huset Wessex (genetableret, 2. gang, 1042-1066)
| Navn                                                                     | Portræt | Født                                   | Ægteskab                                   | Død                                         | Tronkrav        | Ref.   |
| ------------------------------------------------------------------------ | ------- | -------------------------------------- | ------------------------------------------ | ------------------------------------------- | --------------- | ------ |
| Edvard Edvard Bekenderen 8. juni 1042 – 5. januar 1066 (23 år, 212 dage) |         | Ca. 1013 Islip Søn af Æthelred og Emma | Edith af Wessex 23. januar 1045 Ingen børn | 5. januar 1066 Westminster Palace Ca. 63 år | Søn af Æthelred | [ 36 ] |

## Huset Godwin (1066)
| Navn                                                                 | Portræt | Født                                                             | Ægteskab                                                   | Død                                        | Tronkrav                                                               | Ref.   |
| -------------------------------------------------------------------- | ------- | ---------------------------------------------------------------- | ---------------------------------------------------------- | ------------------------------------------ | ---------------------------------------------------------------------- | ------ |
| Harald Harald Godwinson 6. januar 1066 – 14. oktober 1066 (282 dage) |         | Ca. 1022 Wessex Søn af Godwin af Wessex og Gytha Thorgilssdatter | (1) Edith af Swannesha 5 børn (2) Ealdgyth Ca. 1064 2 børn | 14. oktober 1066 Slaget ved Hastings 44 år | Angiveligt udnævnt til troarving af Edvard Blev støttet af stormændene | [ 37 ] |

## Huset Normandiet (1066-1135)
| Navn                                                                                 | Portræt                                                                          | Født                                                                  | Ægteskab                                                                                           | Død                                              | Tronkrav                                                                  | Ref.          |
| ------------------------------------------------------------------------------------ | -------------------------------------------------------------------------------- | --------------------------------------------------------------------- | -------------------------------------------------------------------------------------------------- | ------------------------------------------------ | ------------------------------------------------------------------------- | ------------- |
| Vilhelm 1. Vilhelm Erobreren 25. december 1066 – 9. september 1087 (20 år, 259 dage) | William the Conqueror depicted at the Battle of Hastings, on the Bayeux Tapestry | Ca. 1028 Château de Falaise Søn af Robert 1. af Normandiet og Herleva | Matilde af Flandern 1053 9 børn                                                                    | 9. september 1087 Église Saint-Gervais Ca. 59 år | Angiveligt udnævnt til tronarving af Edvard Edvards fætter Erobrerens ret | [ 38 ] [ 39 ] |
| Vilhelm 2. Vilhelm Rufus 26. september 1087 – 2. august 1100 (12 år, 311 dage)       | William Rufus depicted in the Stowe Manuscript                                   | Ca. 1056 Normandiet Søn af Vilhelm 1. og Matilde                      | Ugift                                                                                              | 2. august 1100 New Forest Ramt af en pil 44 år   | Søn af Vilhelm I                                                          | [ 40 ] [ 41 ] |
| Henrik 1. Henrik Beauclerc 5. august 1100 – 1. december 1135 (35 år, 119 dage)       | Henry I                                                                          | September 1068 Selby Søn af Vilhelm 1. og Matilde                     | (1) Matilde af Skotland 11. november 1100 2 børn (2) Adeliza af Louvain 29. januar 1121 Ingen børn | 1. december 1135 Château de Lyons-la-Forêt 67 år | Søn af Vilhelm 1. Erobrerens ret                                          | [ 42 ] [ 41 ] |

## Huset Blois (1135-1154)
| Navn                                                                          | Portræt | Født                                                            | Ægteskab                        | Død                              | Tronkrav                               | Ref.          |
| ----------------------------------------------------------------------------- | ------- | --------------------------------------------------------------- | ------------------------------- | -------------------------------- | -------------------------------------- | ------------- |
| Stefan Stefan af Blois 22. december 1135 – 25. oktober 1154 (18 år, 308 dage) | Stephen | Ca. 1096 Blois Søn af Stefan 2. af Blois og Adela af Normandiet | Matilde af Boulogne 1125 6 børn | 25. oktober 1154 Dover Ca. 58 år | Barnebarn af Vilhelm 1. Erobrerens ret | [ 41 ] [ 43 ] |

Omdiskuteret
| Navn                                                                              | Portræt | Født                                                                             | Ægteskab                                                                               | Død                            | Tronkrav                           | Ref.          |
| --------------------------------------------------------------------------------- | ------- | -------------------------------------------------------------------------------- | -------------------------------------------------------------------------------------- | ------------------------------ | ---------------------------------- | ------------- |
| Matilde af England Kejserinde Matilde 7. april 1141 – 1. november 1141 (209 dage) | Matilde | 7. februar 1102 Winchester Datter af Henrik 1. af England og Matilde af Skotland | (1) Henrik 5., Tysk-romersk kejser 1114 Ingen børn (2) Godfred 5. af Anjou 1128 3 børn | 10. september 1167 Rouen 65 år | Datter af Henrik 1. Erobrerens ret | [ 44 ] [ 43 ] |

## Huset Plantagenet (1154-1399)
| Navn                                                                                 | Portræt                                                          | Våbenskjold | Født                                                                       | Ægteskab                                                                                               | Død                                                          | Tronkrav               | Ref.          |
| ------------------------------------------------------------------------------------ | ---------------------------------------------------------------- | ----------- | -------------------------------------------------------------------------- | --- | ------------------------------------------------------------ | ---------------------- | ------------- |
| Henrik 2. Henrik Curtmantle 19. december 1154 – 6. juli 1189 (34 år, 200 dage)       | Henry II                                                         |             | 5. marts 1133 Le Mans Søn af Godfred 5. af Anjou og Matilde af England     | Eleonora af Aquitanien 11. maj 1152 8 børn                                                             | 6. juli 1189 Château de Chinon 56 år                         | Barnebarn af Henrik 1. | [ 45 ] [ 46 ] |
| Richard 1. Richard Løvehjerte 3. september 1189 – 6. april 1199 (9 år, 216 dage)     | Richard the Lionheart, an illustration from a 12th-century codex |             | 8. september 1157 Beaumont Palace Søn af Henrik 2. og Eleonora             | Berengaria af Navarra 12. maj 1191 Ingen børn                                                          | 6. april 1199 Château de Châlus-Chabrol Ramt af en pil 41 år | Søn af Henrik 2.       | [ 47 ] [ 46 ] |
| Johan Johan Uden Land 27. maj 1199 – 19. oktober 1216 (17 år, 146 dage)              | King John                                                        |             | 24. december 1166 Beaumont Palace Søn af Henrik 2. og Eleonora             | (1) Isabella af Gloucester 29. august 1189 Ingen børn (2) Isabella af Angoulême 24. august 1200 5 børn | 19. oktober 1216 Newark Castle 49 år                         | Søn af Henrik 2.       | [ 48 ] [ 49 ] |
| Henrik 3. Henrik af Winchester 28. oktober 1216 – 16. november 1272 (56 år, 20 dage) | Henry III                                                        |             | 1. oktober 1207 Winchester Castle Søn af Johan og Isabella                 | Eleonora af Provence 14. januar 1236 5 børn                                                            | 16. november 1272 Westminster Palace 65 år                   | Søn af Johan           | [ 50 ] [ 49 ] |
| Edvard 1. Edvard Langben 20. november 1272 – 7. juli 1307 (37 år, 230 dage)          | Edward I of England                                              |             | 17. juni 1239 Westminster Palace Søn af Henrik 3. og Eleonora af Provence  | (1) Eleonora af Kastilien 18. oktober 1254 16 børn (2) Margrete af Frankrig 10. september 1299 3 børn  | 7. juli 1307 Burgh by Sands 68 år                            | Søn af Henrik 3.       | [ 51 ] [ 52 ] |
| Edvard 2. Edvard af Caernarfon 8. juli 1307 – 20. januar 1327 (19 år, 197 dage)      |                                                                  |             | 25. april 1284 Caernarfon Castle Søn af Edvard 1. og Eleonora af Kastilien | Isabella af Frankrig 24. januar 1308 4 børn                                                            | 21. september 1327 Berkeley Castle Myrdet 43 år              | Søn af Edvard 1.       | [ 53 ] [ 54 ] |
| Edvard 3. 25. januar 1327 – 21. juni 1377 (50 år, 148 dage)                          |                                                                  |             | 13. november 1323 Windsor Castle Søn af Edvard 2. og Isabella af Frankrig  | Philippa af Hainault 25. januar 1328 14 børn                                                           | 21. juni 1327 Sheen Palace 64 år                             | Søn af Edvard 2.       | [ 55 ] [ 54 ] |
| Richard 2. 22. juni 1377 – 29. september 1399 (22 år, 100 dage)                      |                                                                  |             | 6. januar 1367 Bordeaux Søn af Edvard af Woodstock og Johanne af Kent      | (1) Anne af Bøhmen 14. januar 1382 Ingen børn (2) Isabella af Valois 4. november 1396 Ingen børn       | 14. februar 1400 Pontefract Castle 33 år                     | Barnebarn af Edvard 3. | [ 56 ] [ 57 ] |

### Huset Lancaster(1399-1461)
| Navn                                                                                  | Portræt  | Våbenskjold | Født                                                                         | Ægteskab                                                                                 | Død                                                     | Tronkrav               | Ref.                 |
| ------------------------------------------------------------------------------------- | -------- | ----------- | ---------------------------------------------------------------------------- | ---------------------------------------------------------------------------------------- | ------------------------------------------------------- | ---------------------- | -------------------- |
| Henrik 4. Henrik af Bolingbroke 30. september 1399 – 20. marts 1413 (13 år, 172 dage) | Henry IV |             | 3. april 1367 Bolingbroke Castle Søn af Johan af Gent og Blanka af Lancaster | (1) Mary de Bohun 27. juli 1380 7 børn (2) Johanne af Navarra 7. februar 1403 Ingen børn | 20. marts 1413 Westminster Palace 45 år                 | Barnebarn af Edvard 3. | [ 58 ] [ 59 ] [ 56 ] |
| Henrik 5. 21. marts 1413 – 31. august 1422 (9 år, 164 dage)                           | Henry V  |             | 16. september 1386 Monmouth Castle Søn af Henrik 4. og Mary                  | Katarina af Valois 2. juni 1420 1 barn                                                   | 31. august 1422 Château de Vincennes 36 år              | Søn af Henrik 4.       | [ 60 ] [ 61 ] [ 62 ] |
| (1. regeringsperiode) Henrik 6. 1. september 1422 – 4. marts 1461 (38 år, 185 dage)   | Henry VI |             | 6. december 1421 Windsor Castle Søn af Henrik 5. og Katarina                 | Margrete af Anjou 22. april 1445 1 barn                                                  | 21. maj 1471 Tower of London Sandsynligvis myrdet 49 år | Søn af Henrik 5.       | [ 63 ] [ 62 ]        |

### Huset York(1461-1470)
| Navn                                                                             | Portræt   | Våbenskjold | Født                                                                     | Ægteskab                                | Død                                    | Tronkrav                                | Ref.   |
| -------------------------------------------------------------------------------- | --------- | ----------- | ------------------------------------------------------------------------ | --------------------------------------- | -------------------------------------- | --------------------------------------- | ------ |
| (1. regeringsperiode) Edvard 4. 4. marts 1461 – 3. oktober 1470 (9 år, 214 dage) | Edward IV |             | 28. april 1442 Rouen Søn af Richard, 3. hertug af York og Cecily Neville | Elizabeth Woodwille 1. maj 1464 10 børn | 9. april 1483 Westminster Palace 40 år | Tipoldebarn af Edvard 3. Erobrerens ret | [ 64 ] |

### Huset Lancaster(genetableret, 1470-1471)
| Navn                                                                        | Portræt  | Våbenskjold | Født                                                         | Ægteskab                                | Død                                                     | Tronkrav                        | Ref.   |
| --------------------------------------------------------------------------- | -------- | ----------- | ------------------------------------------------------------ | --------------------------------------- | ------------------------------------------------------- | ------------------------------- | ------ |
| (2. regeringsperiode) Henrik 6. 3. oktober 1470 – 11. april 1471 (191 dage) | Henry VI |             | 6. december 1421 Windsor Castle Søn af Henrik 5. og Katarina | Margrete af Anjou 22. april 1445 1 barn | 21. maj 1471 Tower of London Sandsynligvis myrdet 49 år | Søn af Henrik 5. Erobrerens ret | [ 63 ] |

### Huset York(genetableret, 1471-1485)
| Navn                                                                             | Portræt     | Våbenskjold | Født                                                                                    | Ægteskab                                | Død                                              | Tronkrav                                | Ref.                 |
| -------------------------------------------------------------------------------- | ----------- | ----------- | --------------------------------------------------------------------------------------- | --------------------------------------- | ------------------------------------------------ | --------------------------------------- | -------------------- |
| (2. regeringsperiode) Edvard 4. 11. april 1471 – 9. april 1483 (11 år, 364 dage) | Edward IV   |             | 28. april 1442 Rouen Søn af Richard, 3. hertug af York og Cecily Neville                | Elizabeth Woodwille 1. maj 1464 10 børn | 9. april 1483 Westminster Palace 40 år           | Tipoldebarn af Edvard 3. Erobrerens ret | [ 64 ]               |
| Edvard 5. 9. april 1483 – 25. juni 1483 (78 dage)                                | Edward V    |             | 2. november 1470 Westminster Abbey Søn af Edvard 4. og Elizabeth                        | Ugift                                   | Forsvandt 1483 London Sandsynligvis myrdet 12 år | Søn af Edvard 4.                        | [ 65 ] [ 66 ] [ 62 ] |
| Richard 3. 26. juni 1483 – 22. august 1485 (2 år, 52 dage)                       | Richard III |             | 2. oktober 1452 Fotheringhay Castle Søn af Richard, 3. hertug af York og Cecily Neville | Anne Neville 12. juli 1472 1 barn       | 22. august 1485 Slaget ved Bosworth 32 år        | Tipoldebarn af Edvard 3.                | [ 67 ] [ 68 ]        |

## Huset Tudor(1485-1603)
| Navn                                                                          | Portræt                             | Våbenskjold | Født                                                                     | Ægteskab | Død                                       | Tronkrav                                   | Ref.          |
| ----------------------------------------------------------------------------- | ----------------------------------- | ----------- | ------------------------------------------------------------------------ | --- | ----------------------------------------- | ------------------------------------------ | ------------- |
| Henrik 7. 22. august 1485 – 21. april 1509 (23 år, 243 dage)                  | Henry VII, by Michel Sittow, 1505   |             | 28. januar 1457 Pembroke Castle Søn af Edmund Tudor og Margaret Beaufort | Elizabeth af York 18. januar 1486 8 børn | 21. april 1509 Richmond Palace 52 år      | Tiptipoldebarn af Edvard 3. Erobrerens ret | [ 69 ]        |
| Henrik 8. 22. april 1509 – 28. januar 1547 (37 år, 282 dage)                  | Henry VIII, by Hans Holbein, c.1536 |             | 28. juni 1491 Palace of Placentia Søn af Henrik 7. og Elizabeth          | (1) Katarina af Aragonien 11. juni 1509 1 barn (2) Anne Boleyn 25. januar 1533 1 barn (3) Jane Seymor 30. maj 1536 1 barn (4) Anne af Kleve 6. januar 1540 Ingen børn (5) Catherine Howard 28. juli 1540 Ingen børn (6) Catherine Parr 12. juli 1543 Ingen børn | 28. januar 1547 Whitehall Palace 55 år    | Søn af Henrik 7.                           | [ 70 ] [ 71 ] |
| Edvard 6. 28. januar 1547 – 6. juli 1553 (6 år, 160 dage)                     | Edward VI, by Hans Eworth           |             | 12. oktober 1537 Hampton Court Palace Søn af Henrik 8. og Jane           | Ugift | 6. juli 1553 Palace of Placentia 15 år    | Søn af Henrik 8.                           | [ 72 ]        |
| Maria 1. Maria den Blodige 19. juli 1553 – 17. november 1558 (5 år, 122 dage) | Mary I, by Antonius Mor, 1554       |             | 18. februar 1516 Palace of Placentia Datter af Henrik 8. og Katarina     | Filip 2. af Spanien 25. juli 1554 Ingen børn | 17. november 1558 St James's Palace 42 år | Datter af Henrik 8.                        | [ 73 ]        |
| (Jure uxoris) Filip 25. juli 1554 – 17. november 1558 (4 år, 116 dage)        | King Philip of England              |             | 21. maj 1527 Palacio de Pimentel Søn af Karl 5. og Isabella af Portugal  | (1) Maria Manuela af Portugal 12. november 1543 1 barn (2) Maria 1. af England 25. juli 1554 Ingen børn (3) Elizabeth af Valois 22. juni 1559 2 børn (4) Anna af Østrig 4. maj 1549 5 børn                                                                      | 13. september 1598 El Escorial 71 år      | Gift med Maria 1.                          |               |
| Elizabeth 1. 17. november 1558 – 24. marts 1603 (44 år, 128 dage)             | Elizabeth I, by Darnley             |             | 7. september 1533 Palace of Placentia Datter af Henrik 8. og Anne        | Ugift | 24. marts 1603 Richmond Palace 69 år      | Datter af Henrik 8.                        | [ 74 ]        |

Omdiskuteret
| Navn                                                                       | Portræt | Født                                                                                       | Ægteskab                   | Død                                                 | Tronkrav              | Ref. |
| -------------------------------------------------------------------------- | ------- | ------------------------------------------------------------------------------------------ | -------------------------- | --------------------------------------------------- | --------------------- | ---- |
| Jane af England Dronningen i 9 dage 10. juli 1553 – 19. juli 1553 (9 dage) | Matilde | 1536 eller 1537 London Datter af Henry Grey., 1. hertug af Suffolk og Lady Frances Brandon | Lord Guildford Dudley 1553 | 12. februar 1554 Tower of London Henrettet 16-17 år | Oldebarn af Henrik 7. |      |

## Huset Stuart(1603-1649)
| Navn                                                       | Portræt                        | Våbenskjold | Født                                                                      | Ægteskab                                         | Død                                              | Tronkrav                 | Ref.   |
| ---------------------------------------------------------- | ------------------------------ | ----------- | ------------------------------------------------------------------------- | ------------------------------------------------ | ------------------------------------------------ | ------------------------ | ------ |
| Jakob 1. 24. marts 1603 – 27. marts 1625 (22 år, 4 dage)   | James I, by Paulus van Somer   |             | 19. juni 1566 Edinburgh Castle Søn af Henry Stuart og Maria 1.af Skotland | Anna af Danmark 23. november 1589 7 børn         | 27. marts 1625 Theobalds House 58 år             | Tipoldebarn af Henrik 7. | [ 75 ] |
| Karl 1. 27. marts 1625 – 30. januar 1649 (23 år, 310 dage) | Charles I, by Anthony van Dyck |             | 19. november 1600 Dunfermline Palace Søn af Jakob 1. og Anna              | Henriette Marie af Frankrig 13. juni 1625 9 børn | 30. januar 1640 Whitehall Palace Henrettet 48 år | Søn af Jakob 1.          | [ 76 ] |

## Interregnum (1653 -1659)
| Lords Protector                                                        | Lords Protector          | Lords Protector | Lords Protector                                                          | Lords Protector                            | Lords Protector                          | Lords Protector |
| Navn                                                                   | Portræt                  | Våbenskjold     | Født                                                                     | Ægteskab                                   | Død                                      | Ref.            |
| ---------------------------------------------------------------------- | ------------------------ | --------------- | ------------------------------------------------------------------------ | ------------------------------------------ | ---------------------------------------- | --------------- |
| Oliver Cromwell 16. december 1653 – 3. september 1658 (4 år, 262 dage) | Oliver Cromwell          |                 | 25. april 1599 Hungtingdon Søn af Robert Cromwell og Elizabeth Steward   | Elizabeth Bourchier 22. august 1620 9 børn | 3. september 1658 Whitehall Palace 59 år | [ 77 ] [ 78 ]   |
| Richard Cromwell 3. september 1658 – 7. maj 1659 (247 dage)            | Richard Cromwell, c.1650 |                 | 4. oktober 1626 Huntingdon Søn af Oliver Cromwell og Elizabeth Bourchier | Dorothy Maijor Maj 1649 9 børn             | 12. juli 1712 Cheshunt 85 år             | [ 79 ]          |

## Huset Stuart (genetableret, 1660-1707)
| Navn                                                                                                | Portræt | Våbenskjold | Født                                                                        | Ægteskab                                                                            | Død                                                       | Tronkrav                                               | Ref.          |
| --------------------------------------------------------------------------------------------------- | ------- | ----------- | --------------------------------------------------------------------------- | ----------------------------------------------------------------------------------- | --------------------------------------------------------- | ------------------------------------------------------ | ------------- |
| (Anerkendt af kavalererne i 1649) Karl 2. 29. maj 1660 – 6. februar 1685 (24 år, 254 dage)          |         |             | 29. maj 1630 St James's Palace Søn af Karl 1. og Henriette Marie            | Katarina af Braganza 21. maj 1662 Ingen børn                                        | 6. februar 1685 Whitehall Palace 54 år                    | Søn af Karl 1.                                         | [ 80 ] [ 81 ] |
| Jakob 2. 6. februar 1685 – 23. december 1688 (Afsat efter 3 år, 321 dage)                           |         |             | 14. oktober 1633 St James's Palace Søn af Karl 1. og Henriette Marie        | (1) Anne Hyde 3. september 1660 8 børn (2) Maria af Modena 21. november 1673 7 børn | 16. september 1701 Château de Saint-Germain-en-Laye 67 år | Søn af Karl 1.                                         | [ 82 ]        |
| Maria 2. 13. februar 1689 – 28. december 1694 (5 år, 319 dage)                                      |         |             | 30. april 1662 St James's Palace Datter af Jakob 2. og Anne Hyde            | Vilhelm 3. af England 4. november 1677 Ingen børn                                   | 28. december 1694 Kensington Palace 32 år                 | Datter af Jakob 2. Fik tilbudt kronen af parlamentet   | [ 83 ]        |
| Vilhelm 3. Vilhelm af Oranien 13. februar 1689 – 8. marts 1702 (13 år, 24 dage)                     |         |             | 4. november 1650 Binnenhof Søn af Vilhelm 2. af Oranien og Maria af England | Maria 2. af England 4. november 1677 Ingen børn                                     | 8. marts 1702 Kensington Palace 51 år                     | Barnebarn af Karl 1. Fik tilbudt kronen af parlamentet | [ 84 ] [ 83 ] |
| Anne 8. marts 1702 – 1. maj 1707 (5 år, 55 dage) (Dronning af Storbritannien indtil 1. august 1714) |         |             | 6. februar 1665 St James's Palace Datter af Jakob 2. og Anne Hyde           | Jørgen af Danmark 28. juli 1683 Ingen børn                                          | 1. august 1714 Kensington Palace 49 år                    | Datter af Jakob 2.                                     | [ 85 ] [ 86 ] |